# RockHounds de Midland
Les RockHounds de Midland, (en anglais : Midland RockHounds) , sont une équipe de baseball évoluant en Texas League (niveau AA) dans la ville de Midland au Texas. Les matchs à domicile se jouent au Security Bank Ballpark.